# Industriebahn Halle (Saale)
| Streckenlänge: | 1,2 km              |                                |                                |
| Spurweite: | 1000 mm (Meterspur) |                                |                                |
| Streckengeschwindigkeit: | 3,6 km/h            |                                |                                |
| |                     |                                |                                |
| \| \| \| Halle (Saale) Industriebahnhof \| \| \| \| Lauchstädter Straße \| \| \| \| Lutherplatz \| \| \| \| Liebenauer Straße/Turmstraße \| \| \| \| Türkstraße \| \| \| \| Maschinenfabrik Halle, Werk 3 \| \| \| \| Maschinenfabrik Halle, Werk 3 \| \| \| \| Pumpenwerke \| \| \| \| Karl-Meseberg-Straße \| \| \| \| Maschinenfabrik Halle, Werk 4 \| \| \| \| Maschinenfabrik Halle, Werk 4 \| \| \| \| Maschinenfabrik Halle, Werk 5 \| \| \| \| Pfännerhöhe \| \| \| \| Maschinenfabrik Halle, Werk 5 \| \| \| \| Maschinenfabrik Halle, Werk 1 \| |                     |                                |                                |
| Betriebs-/Güterbahnhof Streckenanfang (Strecke außer Betrieb) |                     | Halle (Saale) Industriebahnhof | Halle (Saale) Industriebahnhof |
| Bahnübergang (Strecke außer Betrieb) |                     | Lauchstädter Straße            | Lauchstädter Straße            |
| Strecke (außer Betrieb) |                     | Lutherplatz                    | Lutherplatz                    |
| Bahnübergang (Strecke außer Betrieb) |                     | Liebenauer Straße/Turmstraße   | Liebenauer Straße/Turmstraße   |
| Bahnübergang (Strecke außer Betrieb) |                     | Türkstraße                     | Türkstraße                     |
| Abzweig geradeaus und von links (Strecke außer Betrieb) |                     | Maschinenfabrik Halle, Werk 3  | Maschinenfabrik Halle, Werk 3  |
| Abzweig geradeaus und von links (Strecke außer Betrieb) |                     | Maschinenfabrik Halle, Werk 3  | Maschinenfabrik Halle, Werk 3  |
| Abzweig geradeaus und nach rechts (Strecke außer Betrieb) |                     | Pumpenwerke                    | Pumpenwerke                    |
| Bahnübergang (Strecke außer Betrieb) |                     | Karl-Meseberg-Straße           | Karl-Meseberg-Straße           |
| Abzweig geradeaus und nach rechts (Strecke außer Betrieb) |                     | Maschinenfabrik Halle, Werk 4  | Maschinenfabrik Halle, Werk 4  |
| Abzweig geradeaus und nach rechts (Strecke außer Betrieb) |                     | Maschinenfabrik Halle, Werk 4  | Maschinenfabrik Halle, Werk 4  |
| Abzweig geradeaus und nach links (Strecke außer Betrieb) |                     | Maschinenfabrik Halle, Werk 5  | Maschinenfabrik Halle, Werk 5  |
| Bahnübergang (Strecke außer Betrieb) |                     | Pfännerhöhe                    | Pfännerhöhe                    |
| Abzweig geradeaus und von links (Strecke außer Betrieb) |                     | Maschinenfabrik Halle, Werk 5  | Maschinenfabrik Halle, Werk 5  |
| Betriebs-/Güterbahnhof Streckenende (Strecke außer Betrieb) |                     | Maschinenfabrik Halle, Werk 1  | Maschinenfabrik Halle, Werk 1  |

Die Industriebahn, zuletzt amtlich Anschlußbahn VEB Maschinenfabrik Halle, in Halle (Saale) war eine schmalspurige Anschlussbahn zur Anbindung mehrerer im Süden der Stadt liegender Fabriken an die regelspurige Hafenbahn Halle. Die Länge der Industriebahn betrug 1,2 km.

## Geschichte
Am 13. Februar 1895 wurde die schmalspurige Industriebahn eröffnet. Sie verband zunächst sieben Fabriken als Stichstrecke mit der regelspurigen Hafenbahn. Dazu wurde an der Kreuzung Turmstraße ein Betriebsbahnhof mit Rollbockgrube errichtet. Die Industriebahn führte mit ihren Gleisen in sehr engen Bögen teilweise bis in die Produktionshallen. Die Bahn wurde ebenso wie die Hafenbahn von der Halleschen Hafenbahn AG, die 1897 mit der Halle-Hettstedter Eisenbahn-Gesellschaft fusionierte, betrieben.
1949 wurde die Bahn von der Deutschen Reichsbahn übernommen. 1980 existierten noch Anschlüsse zu den Werken 1 und 3–5 der Maschinenfabrik Halle. Die Bahn wurde am 8. Juli 1991 letztmals bedient, eine Woche später fand noch eine Sonderfahrt für Eisenbahnfreunde statt. Der Abbau der Gleisanlagen erfolgte ab Frühjahr 1992.

## Streckenverlauf

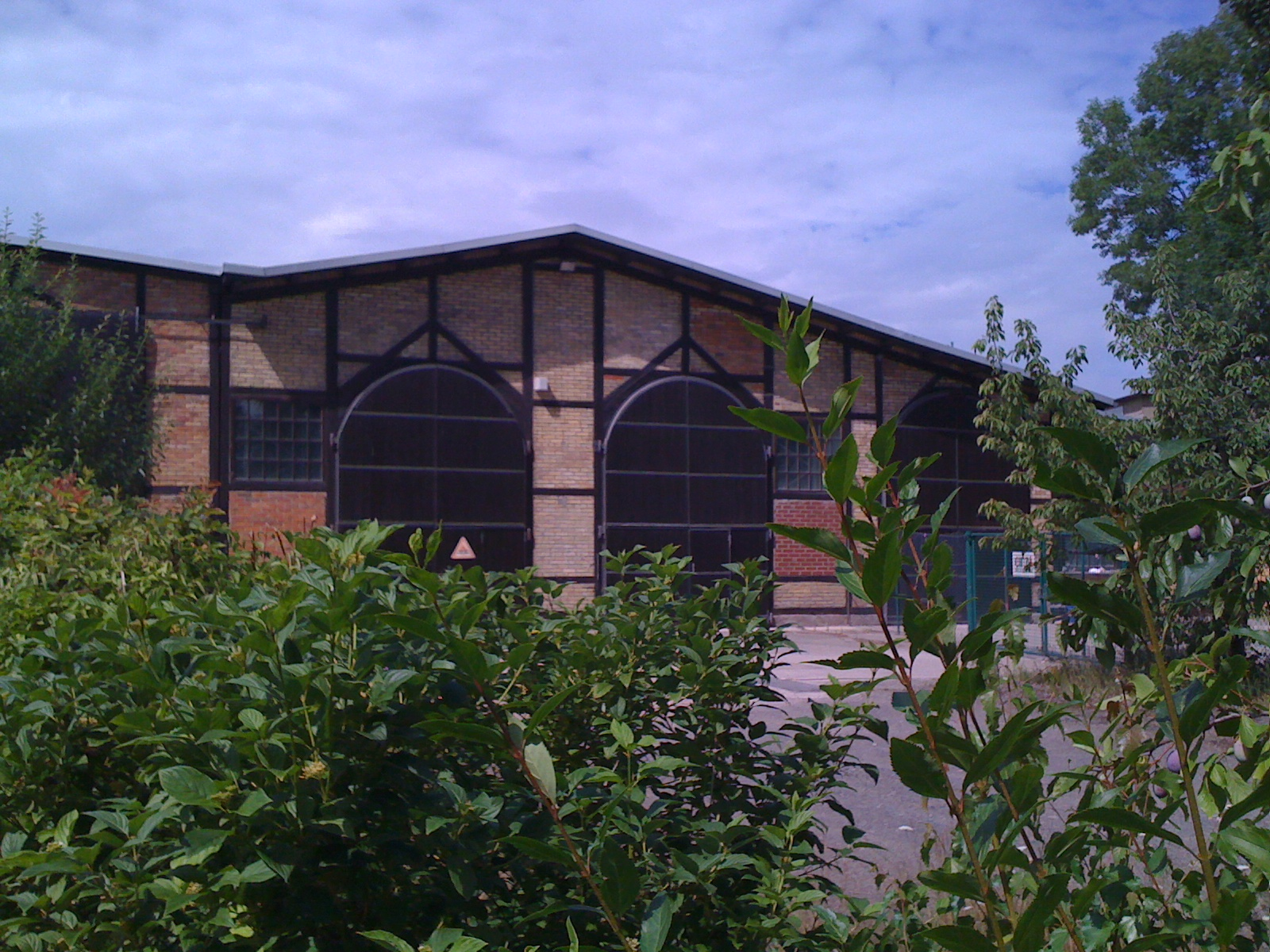
Ehemaliger Lokschuppen der Industriebahn

Der Industriebahnhof Halle (Saale) verfügte zuletzt über je eine Rollbock- und Rollwagengrube sowie einen Lokschuppen. Der Lokschuppen wird heute nach Umbauten von Gewerbebetrieben genutzt. Vom Bahnhof verlief die Strecke zunächst rechts entlang der Turmstraße in nördlicher Richtung, überquerte den Lutherplatz westlich vom Wasserturm Süd und folgte dann weiter der Turmstraße bis zur Pfännerhöhe. Hier erreichte die Bahn auf dem Gelände der Maschinenfabrik Halle (Werk 1) ihren Endpunkt.

## Lokomotiven
Zunächst wurden zwei 1894 bei Hagans in Erfurt hergestellte kleine zweiachsige (gekuppelte) Nassdampflokomotiven vom Lenz-Typ x eingesetzt. Sie trugen die Betriebsnummern 3x und 4x, bei der Deutschen Reichsbahn die Nummern 99 5801 und 99 5802. Nach Ablauf der Kesselfristen wurden beide Lokomotiven 1966 und 1967 ausgemustert und verschrottet. Danach wurde der Betrieb mit den zwei Diesellokomotiven 100 903 und 904, ab 1973 199 003 und 004 (erste Besetzung), vom Typ LKM Ns 3 abgewickelt, die wiederum 1984 außer Betrieb gingen.
1983 wurden im Raw Halle zwei Rangier-Diesellokomotiven vom Typ Kö II für den Meterspurbetrieb umgebaut und ab 1984 bis zur Stilllegung auf der Industriebahn eingesetzt. Die Lokomotiven bekamen die Nummer 199 003 und 199 004 in zweiter Besetzung – die beiden vorherigen Maschinen erhielten noch bis zur Ausmusterung die Nummern 199 991 und 992.
Im Gegensatz zu den sonst bei Schmalspurbahnen üblichen Mittelpufferkupplungen erhielten die Hallenser Loks nur eine lange Kuppelstange, die mit den Rollböcken bzw. Rollwagen verbunden waren.

## Rollböcke/Rollwagen
Ursprünglich wurden nur Rollböcke zum Transport der Normalspurwagen eingesetzt. Zusätzlich wurde ab 1985 der Transport auf Rollwagen eingeführt. Dazu wurde eine Rollbockgrube zu einer Rollwagengrube umgebaut. Reste davon finden sich noch am ehemaligen Industriebahnhof. Da sich nicht alle Anschlüsse mit Rollwagen bedienen ließen wurde der Rollbockbetrieb bis zum Betriebsende weiterhin parallel durchgeführt. Die neun Rollwagen wurden 1985 über die Friedrich Krupp AG von der Hohenlimburger Kleinbahn aus der Bundesrepublik beschafft.